# Otto Nasemann

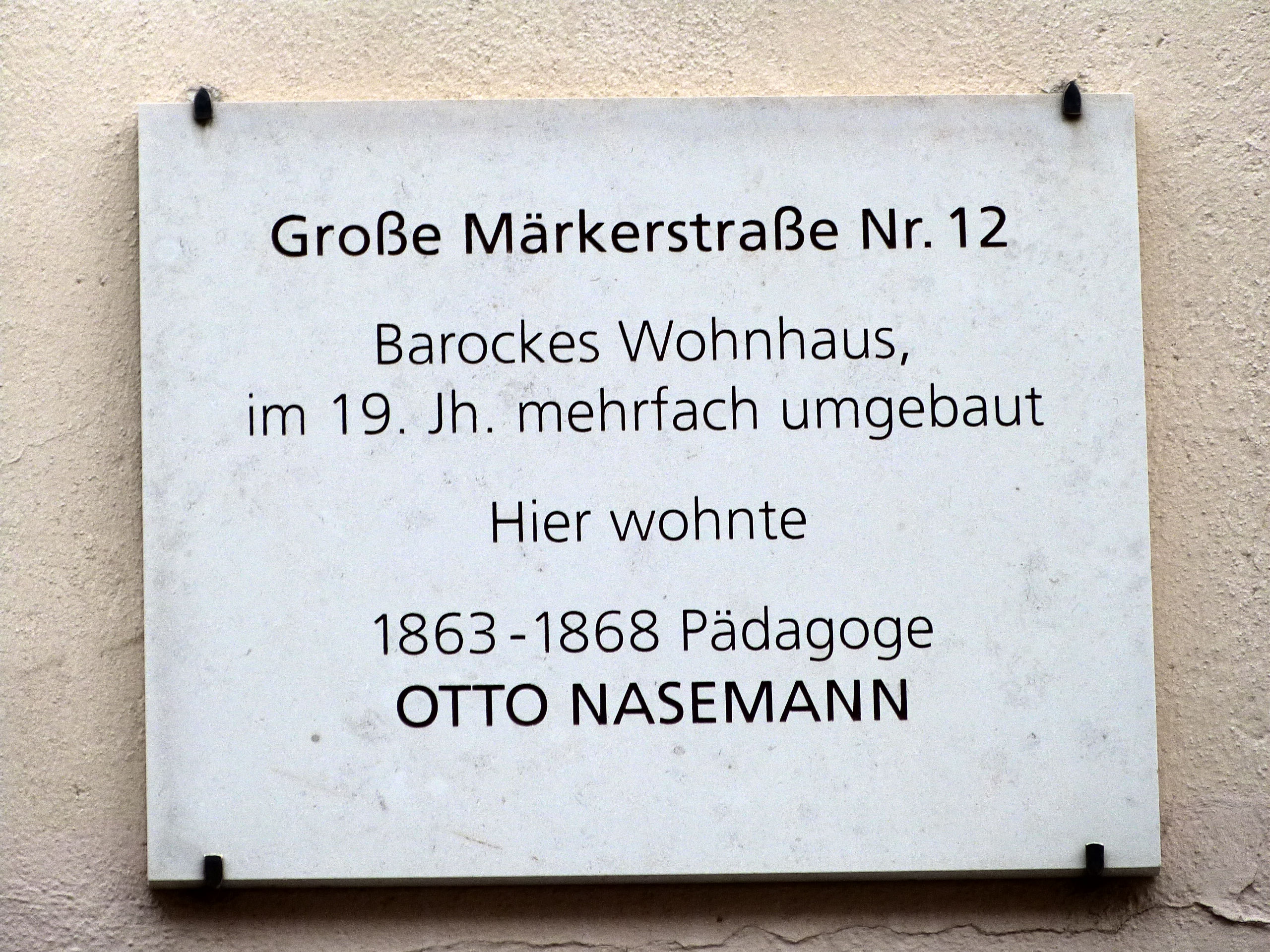
Gedenktafel für Otto Nasemann an seinem Wohnhaus Große Märkerstraße 12 in Halle.

Johann Friedrich Otto Nasemann (* 21. Januar 1821 in Cochstedt; † 31. März 1895 in Halle (Saale)) war ein deutscher Gymnasiallehrer und erster Direktor am Stadtgymnasium Halle.

## Leben

### Familie und Ausbildung
Otto Nasemann wurde als Sohn eines Juristen und späteren Landwirtes geboren. Sein Vater, der starb wenige Jahre nach Ottos Geburt, nahm als freiwilliger Husar an der Schlacht bei Waterloo teil. Seine Mutter Sidonie geb. Winkler war die Tochter eines Pfarrers. Ab Ostern 1837, mit 16 Jahren, besuchte er das Pädagogium der Franckeschen Stiftungen in Halle. Zu seinen Lehrern gehörten unter anderem die Philologen Friedrich August Eckstein und Moritz Seyffert sowie der Geograph Hermann Adalbert Daniel.
1840 begann Nasemann ein Studium der Geschichte und Philologie an der Friedrichs-Universität Halle. Er besuchte Vorlesungen von Maximilian Duncker, mit dem ihn später eine lebenslange Freundschaft verband, und wurde Mitglied des pädagogischen Seminars, das Hermann Agathon Niemeyer leitete. 1841 wurde er im Corps Marchia Halle recipiert. Zu seinen Kommilitonen Albrecht Ritschl, Karl Wilhelm Osterwald, Robert Franz, Rudolf Haym und Heinrich Keil hatte er auch nach dem Studium noch lange Zeit freundschaftliche Verbindungen und führte ausgedehnte Briefwechsel. Seine Studien beendete Nasemann in Berlin.

### Beruflicher Werdegang
Hermann Agathon Niemeyer, der seine pädagogische Befähigung kannte, gab Nasemann 1845 eine Anstellung als Lehrer am Pädagogium in Halle. Schon Ostern 1849 ging er als Collaborator an die lateinische Hauptschule, die von seinem ehemaligen Lehrer Friedrich August Eckstein geleitet wurde. Eine finanzielle Notlage zwang Nasemann, sein Gehalt durch Nebenverdienste in Privatunterricht und Korrekturlesen aufzubessern, so dass ihm die Zeit zur Vorbereitung auf die Staatsprüfung fehlte.
Während der Schleswig-Holsteinischen Erhebung fasste der patriotische Nasemann den Entschluss, sich an den Kämpfen zu beteiligen. Mit Beginn der Sommerferien ging er 1850 zunächst nach Kiel und wurde dem 6. Jägerkorps zugeteilt. Nasemann, der selbst Leutnant der preußischen Landwehr war, bildete nun in Rendsburg Rekruten aus. Er blieb in Schleswig, auch als sein Urlaub nicht verlängert wurde und die preußische Regierung alle auswärtigen Wehrpflichtigen zu einer Mobilmachung einzog, unter Androhung einer Desertionsstrafe bei Nichtbefolgung. In der Silvesternacht 1850 wurde er bei Möllhorst in ein Vorpostengefecht verwickelt, bei dem er eine schwere Knieverletzung erhielt. Zwei Tage später wurde ihm in einem Rendsburger Lazarett das linke Bein amputiert.

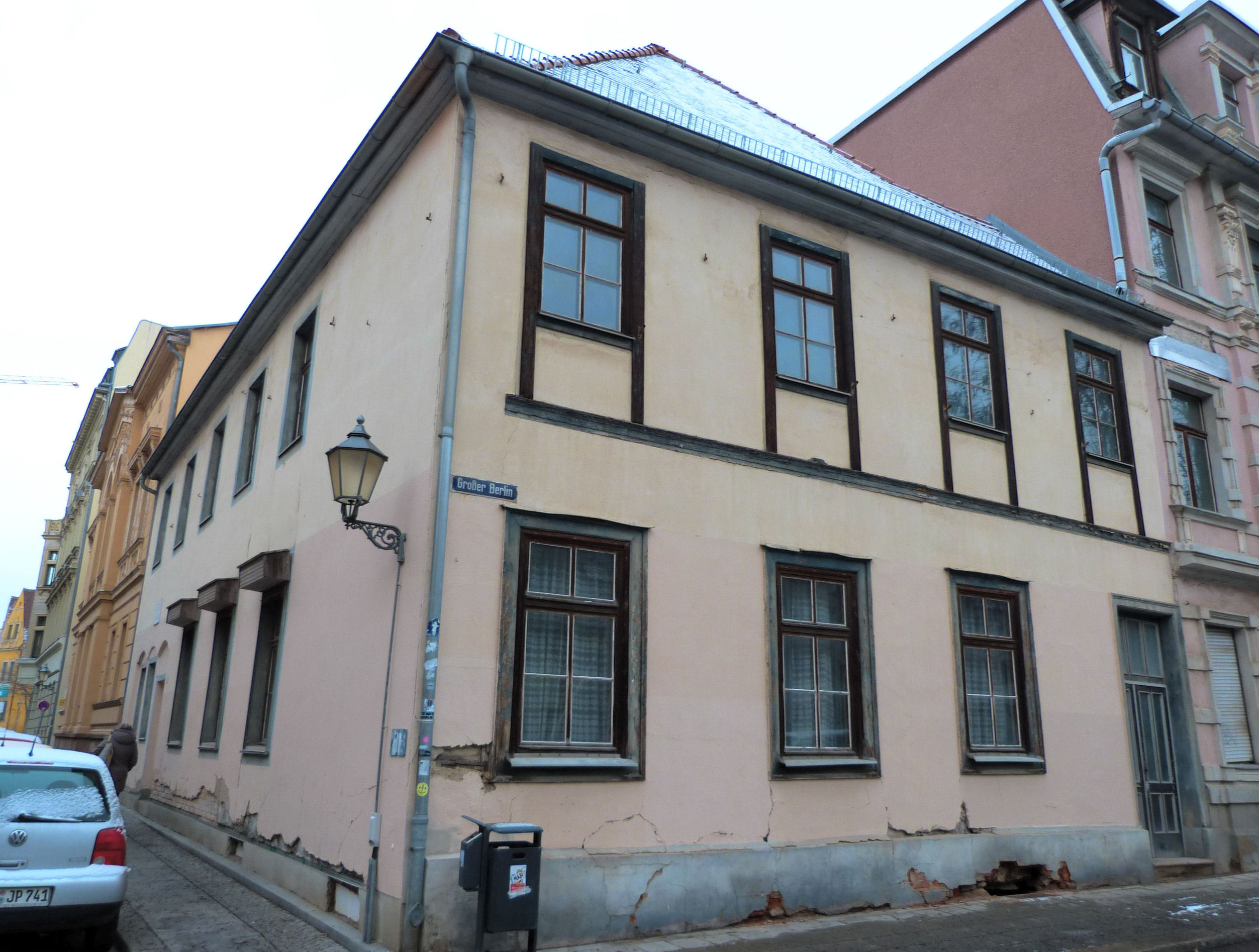
Wohnhaus von Otto Nasemann, Große Märkerstraße 12, in Halle

Mit Hilfe und Vermittlung seiner Freunde erfolgte am 25. Juni 1851 seine Begnadigung durch den preußischen König. Die Zivilbehörde hatte sich für straflose Rückkehr Nasemanns nach Preußen ausgesprochen. Im Mai 1852 vollendete er seine Dissertation De rerum inter Ottones et Byzantinos actarum ratione und kurze Zeit später bestand er die Staatsprüfung. Er nahm eine Stelle als Hauslehrer und Erzieher beim Oberburggrafen von Brünneck für dessen Sohn Wilhelm an. Im Sommer 1854 wurde ihm nach einem Gesuch an Minister Karl Otto von Raumer die Erlaubnis zum öffentlichen Unterricht erneut erteilt. Nasemann erhielt eine Anstellung an dem Gymnasium in Königsberg in der Neumark, das damals unter der Leitung des Philologen Carl Nauck stand. Er übernahm den Geschichtsunterricht in den Klassen Prima und Tertia.
1858 kehrte er nach Halle zurück und wurde Oberlehrer an der Realschule der Franckeschen Stiftung. Sein Gehalt besserte er durch Bearbeitung einiger Bände der Weltgeschichte für Kinder und Kinderlehrer von Karl Friedrich Becker und Korrekturen von Maximilian Dunckers Geschichte des Alterthums auf. Er beteiligte sich außerdem als Mitautor und Herausgeber an philologischen und theologischen Zeitschriften. Ein Angebot, die Leitung einer politischen Zeitung in Frankfurt am Main zu übernehmen, lehnte er ab. Nach dem Weggang von Friedrich August Eckstein, der das Amt des Direktors der Thomasschule in Leipzig übernahm, wurde Nasemann in die städtische Schulkommission berufen. Im April 1868 weihte Nasemann das Stadtgymnasium auf der Lucke in Halle ein und wurde durch den Schulrat als dessen erster Direktor eingeführt, ein Amt, das er über 20 Jahre ausübte. Im August 1888 reichte er sein Abschiedsgesuch ein, im März 1889 entließ er letztmals Abiturienten von seiner Schule.
In seinem Ruhestand war er vor allem schriftstellerisch tätig, gab aber auch Unterricht in französischer und englischer Literaturgeschichte. Für die Allgemeine Deutsche Biographie verfasste er mehrere Beiträge. Bereits 1855 hatte er im Osterprogramm des Gymnasiums in Königsberg in der Neumark eine Abhandlung Über die Römerzüge der beiden ersten Ottonen veröffentlicht. In den Preußischen Jahrbüchern brachte er eine Reihe von Aufsätzen, unter anderen 1860 über den Minister Theodor von Schön und 1862 über Veit Ludwig von Seckendorff schrieb aber auch zahlreiche Rezensionen. Für das Osterprogramm der Realschule verfasste er August Hermann Francke und der Unterricht in den Realgegenständen.
Otto Nasemann starb am 31. März 1895, im Alter von 74 Jahren, an einem Schlaganfall in Halle. Er wurde am 3. April unter großer Anteilnahme auf dem Halleschen Stadtgottesacker bestattet. Für seine Verdienste erhielt er von der theologischen Fakultät der Universität Göttingen die Ehrendoktorwürde.

### Ehe und Nachkommen
Otto Nasemann war seit dem 29. Mai 1855 mit Wilhelmine (* 20. März 1831), der ältesten Tochter von Hermann Agathon Niemeyer (1802–1851), verheiratet. Nach dem Tod seines Schwiegervaters 1851 schrieb er eine Kurzbiografie über ihn, die 1886 in der Allgemeinen Deutschen Biographie veröffentlicht wurde. Aus Nasemanns Ehe mit Wilhelmine gingen zwei Töchter hervor. Seine Frau starb bereits am 15. Juli 1862. Auch sie wurde auf dem halleschen Stadtgottesacker bestattet, ihr Grab befindet sich im Erbbegräbnis der Familie Niemeyer.

## Veröffentlichungen (Auswahl)

### Autor
- Die Römerzüge der beiden ersten Ottonen. Königsberg in der Neumark 1855.
- August Hermann Francke und der Unterricht in Realgegenständen. Halle 1863.
- Kurze Geschichte der Aufhebung des Lutherischen und der Gründung des neuen Stadt-Gymnasiums. Halle 1869.
- Die Universität Halle um das Jahr 1800. Halle 1878.
- Bad Lauchstädt. Halle 1885.
- Friedrich der Weise, Kurfürst von Sachsen. Halle 1889.
- Die heilige Elisabeth. Halle 1890.
- Ignaz von Döllinger. Berlin 1890.
- Alexandre Vinet. Halle 1892.

### Herausgeber
- Erzählungen aus dem deutschen Mittelalter. Halle 1864.
- Gedanken und Erfahrungen über Ewiges und Alltägliches. Für das deutsche Haus. Halle 1877–1885.